# Edda Magnason
Edda Karin Hjartardóttir Magnason, född 22 augusti 1984 i Lövestads församling i Sjöbo, är en svensk låtskrivare, artist och filmskådespelare, bosatt i Stockholm. Hon har släppt tre album med egen musik; ett självbetitlat debutalbum Edda Magnason (2010), Goods (2011) och Woman Travels Alone (2014). Utöver detta har hon även gett ut ett soundtrack-album, Monica Z – Musiken från filmen (2013), från filmen Monica Z,  i vilken hon spelar huvudrollen som Monica Zetterlund.

## Bakgrund
Magnason växte upp som femte syskon i en sjubarnsfamilj i Fyledalen i närheten av Ystad i Skåne. Hennes far kommer från Island. Hon spelade piano som barn och drömde om att bli konsertpianist. Hon började tidigt att skriva sin egen musik och hon beskriver sitt skapande så här: "Ingen har någonsin lagt sig i den musikaliska delen av mitt liv, det blev tidigt en frizon, en ljus och oproblematisk sida av livet."
I tonåren började hon sjunga och skriva poplåtar med sångtexter på engelska. Musik från de demoinspelningar hon gjorde under tonåren användes i filmen Hot Dog (2002).
År 2004 studerade hon komposition vid Gotlands Tonsättarskola och sedan fortsatte hon att utveckla sin musikstil.

## Musikkarriär

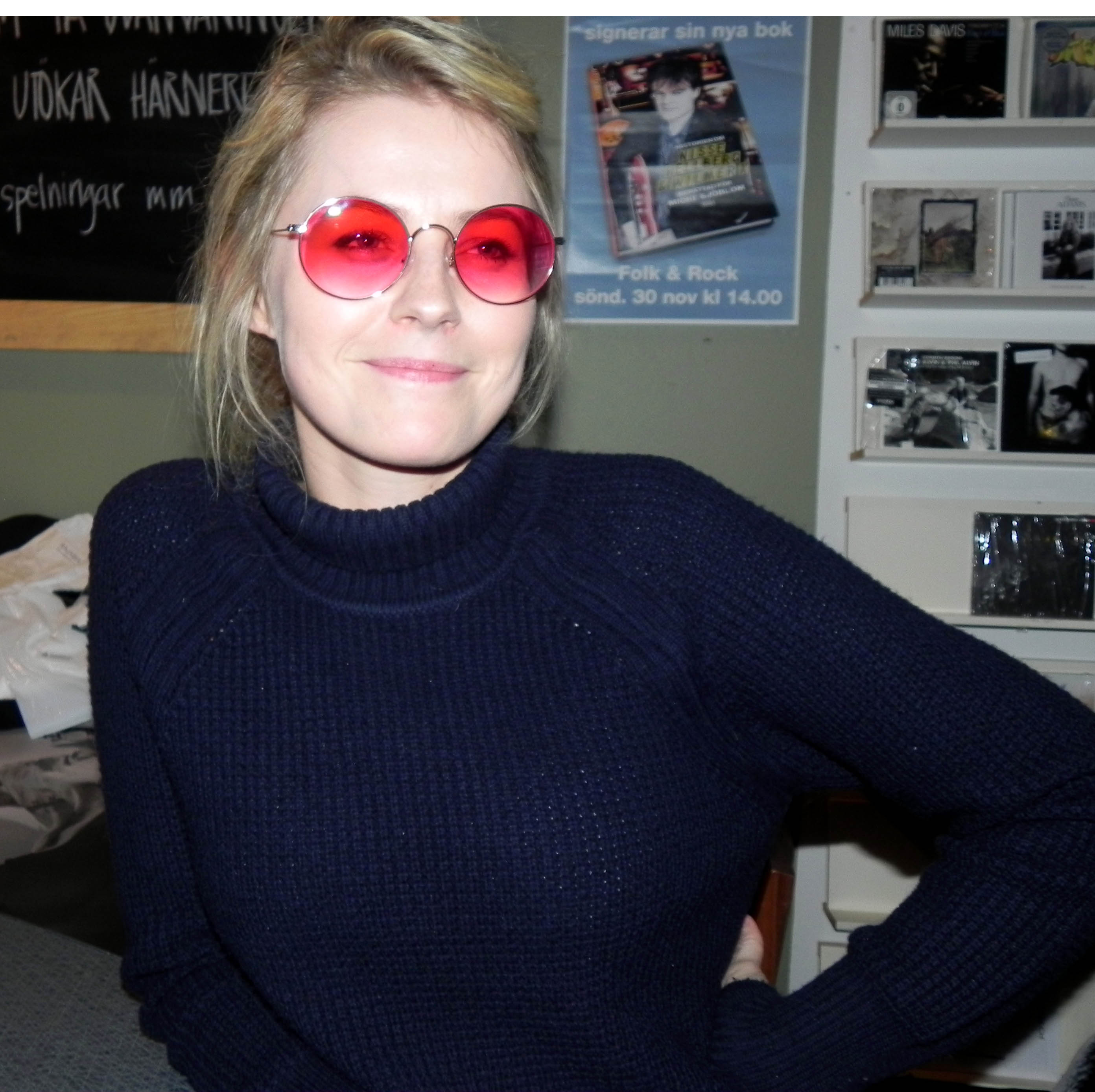
Edda Magnason på en skivsignering, 27 november 2014, i Malmö.

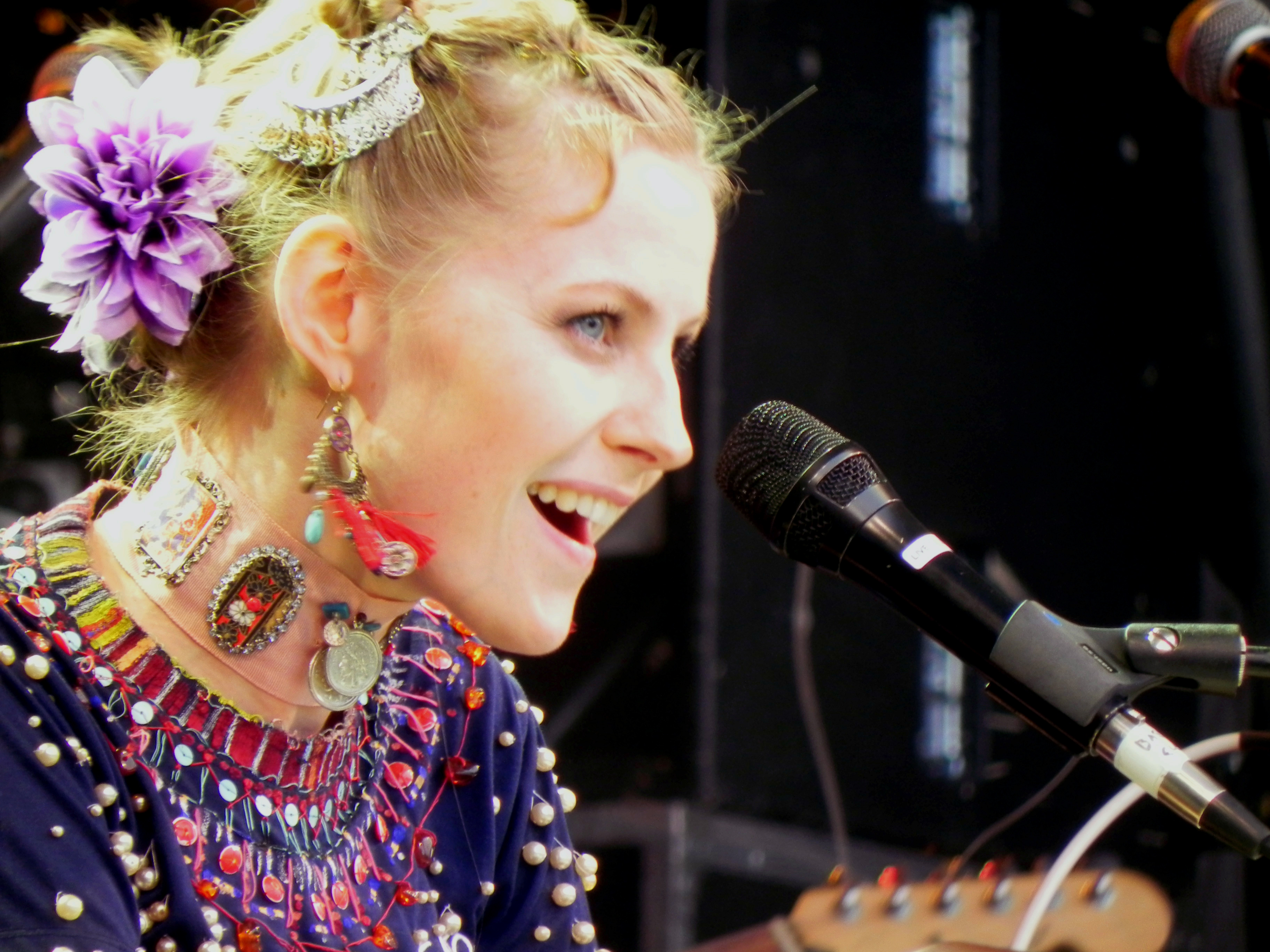
Edda Magnason på Malmöfestivalen 2011.

### Egna album
Magnason släppte sitt debutalbum Edda Magnason i januari 2010 på skivbolaget Caprice. Det var inspelat på Nybrokajen 11 i Stockholm, Sveriges äldsta konsertsal för klassisk musik. Magnason skrev musiken, spelade piano och sjöng. Hon producerade skivan tillsammans med Jonas André och utformade samtliga illustrationer till CD-häftet.
Edda Magnason blev en av 2010 års bästa skivor, enligt Ingrid Strömdahl på Svenska Dagbladet, som beskrev Magnason som "en musikpersonlighet av stora mått, intuitiv, intelligent och poetisk."
Edda Magnason gav ut sitt andra album Goods i mars 2011 på det malmöbaserade skivbolaget Adrian Recordings. Det producerades tillsammans med Christoffer Lundquist och spelades in i hans studio, Aerosol Grey Machine Studios. Magnason skrev musiken, sjöng, och spelade piano och keyboards. Hon utformade dessutom både omslaget och illustrationerna till skivans CD-häfte.
Goods blev också väl mottagen av kritikerna. "Handsome" gavs först ut som en singel. Det andra spåret, "Blondie", släpptes i maj 2011 tillsammans med en surrealistisk musikvideo där Magnason uppträder, regisserad av Jens Jansson.
Magnason brukade skapa egna scenkläder och rekvisita, exempelvis lampor, till sina föreställningar för att höja den drömlika stämningen. Hon menade att hon vill uttrycka sig på många olika sätt och ser gärna sin musik som en del av ett allkonstverk.
År 2013 skrev hon kontrakt med Warner Music och även ett avtal med Sony/ATV och därefter inleddes arbetet med ett nytt album. Emellanåt gav hon konserter runtom i Sverige med musik från det kommande albumet.
Magnason släppte tredje album Woman Travels Alone november 26 2014 på Parlophone/Warner Music. Hon producerade skivan tillsammans med Johan Lindström. Woman Travels Alone blev också väl mottagen av kritikerna.
Magnason har tänkt att sina tre första album skulle hänga ihop som en trilogi.
Magnasons musik kan beskrivas som en sömlös blandning av jazz, pop, soul, visa och klassiskt. Låtarna är i popformat med olika impressionistiska effekter som används på ett lekfullt och uppfinningsrikt sätt. Många recensenter har tidigare dragit paralleller till Björk, delvis på grund av de gemensamma isländska rötterna. Likheter finns även i rösten och sättet att måla upp en egen värld för lyssnaren att utforska.
I en intervju har hon sagt att ett återkommande tema i hennes sångtexter är "det oskyldiga förhållningssättet till världen i kontrast till, eller kanske snarare trots, en insikt om det krassa och skoningslösa."
Edda Magnason har i olika intervjuer nämnt många musikaliska inspirationskällor, bland andra Michael Jackson, Supertramp, Esbjörn Svensson, Frank Zappa, Joni Mitchell, Nina Simone, Maria João, Maria Kalaniemi, Jussi Björling och Georg Riedel.

### Artistsamarbeten
Före sin solokarriär uppträdde Edda Magnason ofta tillsammans med Emil Jensen, och hon har även bidragit musikaliskt på dennes skivinspelningar. Hon spelar piano på ljudboken Mellansnack och även på låten "Hur lyckliga kan vi bli", från albumet Orka då (2006), där hon sjunger dessutom på några låtar.
År 2011 sjöng hon med The Culture In Memoriam låten "Steady Hell" som finns med på skivan Rest in Pieces och samma år sjöng hon även "Älska mig Bill" av Mikael Wiehe på Forest & Crispians skiva The Saint.
I februari 2012 gav Naxos ut ett samlingsalbum, Steve Reich: Electric Counterpoint av Mats Bergström & Friends. Edda Magnason skrev sin egen hyllning till Steve Reich som heter "So many layers of colours become a deep purple heart" och spelade in denna komposition tillsammans med Mats Bergström.
I maj 2012 släppte Adrian Recordings Edda Magnasons Jona, producerat av Familjen. Med på skivan är en remix av originalversionen inspelad av malmöduon Vidderna, en remix av Viddernas version inspelad av stockholmsbaserade producenten Niva och en remix av dennas version skapad av den tyska producenten Justus Köhncke. En musikvideo regisserad av Nisse Axman släpptes samtidigt.

## Filmkarriär
Edda Magnason spelar titelrollen och sjunger på soundtracket som Monica Zetterlund i filmen Monica Z som hade premiär den 13 september 2013.  Filmen handlar om musikern Monica Zetterlunds artistliv och stormiga kärleks- och familjeliv. Regissör är Per Fly och för manuset står Peter Birro. Sverrir Gudnason och Kjell Bergqvist spelar de manliga birollerna. Både Fly och Gudnason fick en Guldbagge för sina insatser.

### Bakgrund
Magnason hade ingen utbildning eller erfarenhet som skådespelare, men blev inbjuden till en provfilmning efter att en vän till filmteamet såg henne spela på Södra Teatern i Stockholm 2011 och tyckte att hon skulle passa till rollen på grund av sin utstrålning. Efter två ytterligare provfilmningar blev hon erbjuden rollen trots att Per Fly hade tidigare sagt att han inte vill ha en look-alike eller jazzsångerska i rollen.
Under sex månader forskade Magnason i Monica Zetterlunds liv, tränade hårt för att byta skånskan mot stockholmska, lyssnade intensivt på hennes musik och tittade på alla filmer om henne för att härma hennes rörelser och ansiktsuttryck. Tillsammans med producenten och kompositören Peter Nordahl modellerade hon fram Monicas sångröst och spelade in filmens soundtrack. Under filmningen lärde hon mycket av de andra mer rutinerade skådespelarna och hon hade också hjälp av alla åren på scen när hon skulle komma in i ett mode eller en viss sinnesstämning.

### Genombrott
Magnason fick god kritik för sin insats som jazzikonen Monica Zetterlund. Maria Brander på Expressen gav Magnason högsta betyg, 5 "getingar" av 5, för sin rollprestation.
Monica Z blev den mest sedda filmen i Sverige 2013 och har setts av över 500 000 biobesökare. Den har också sålts till 23 länder utanför Norden och till några flygbolag. Den fick 4 Guldbaggar och Magnason fick en Guldbagge för Bästa kvinnliga huvudroll.
Februari 2014 signades Magnason av Paradigm, en amerikansk talangagentur baserad i Hollywood.

### Soundtrackalbum
Magnason sjunger i rollen som Monica Zetterlund på skivan Monica Z – Musiken från filmen som är arrangerad och producerad av Peter Nordahl, som också dirigerade orkestern. Den släpptes av Universal Music i augusti 2013 och är inspelad på Atlantis Studio, Stockholm och Nilento Studio, Göteborg. Den fick bra recensioner för det mesta. Magnason gav även en hyllad liveföreställning med Peter Nordahl på Stockholms Konserthus.
Den 17 december 2013 hade 20 000 skivor sålts och därmed blev detta soundtrackalbum en guldskiva.

## Musikteater

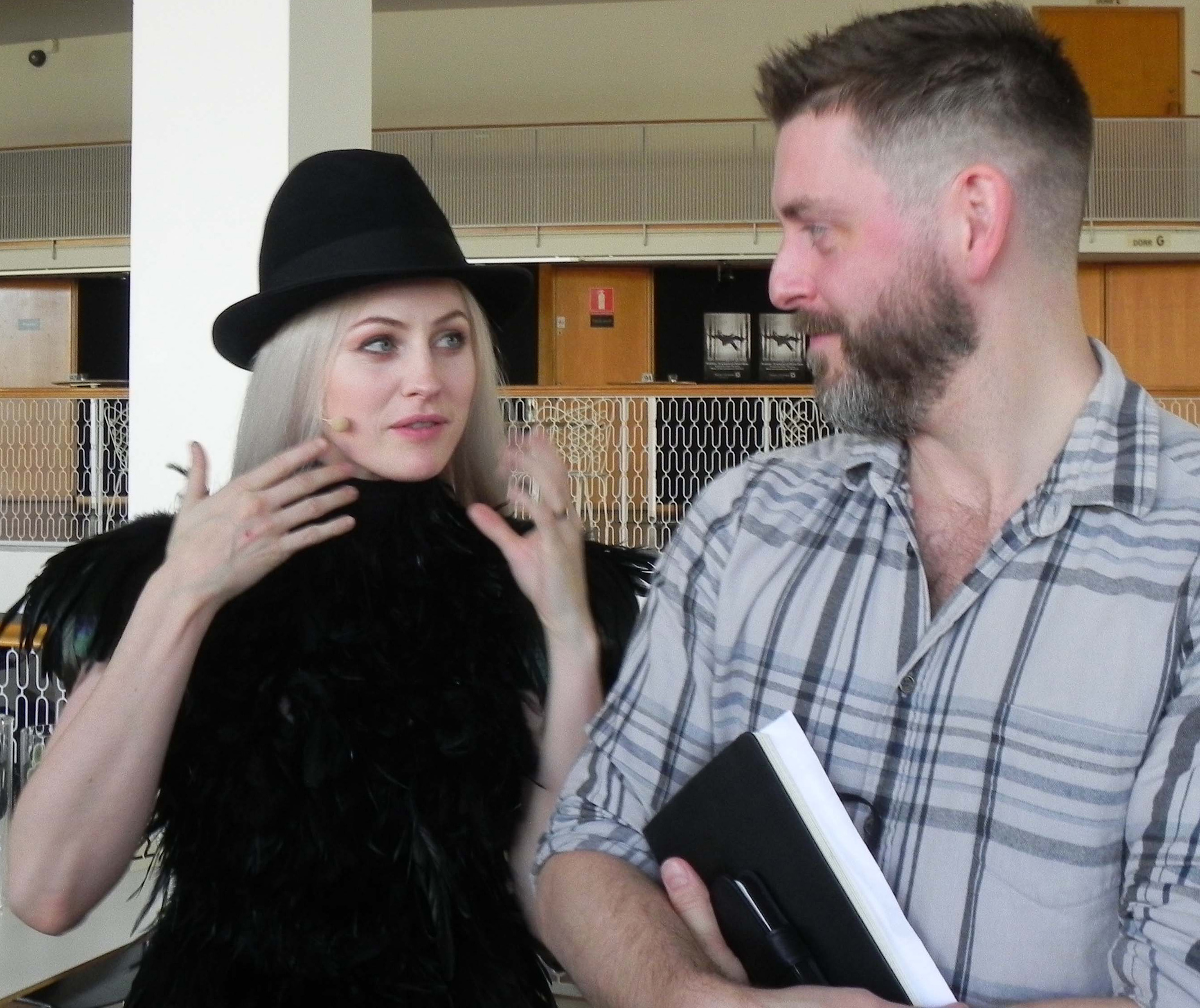
Edda Magnason och Ben Wright, oktober 2013.

Hösten 2013 gjorde Magnason debut på musikteaterscenen när hon medverkade som solist tillsammans med Malmö operakör och Malmö operaorkester i The Feeling of Going, en föreställning av Skånes Dansteater, på Malmö Opera. The Feeling of Going var ett nytt visionärt verk av den brittiske koreografen Ben Wright, byggt kring albumet Go av den isländska popartisten Jónsi (eller Jón Þór Birgisson), sångare i Sigur Rós.

## Priser och utmärkelser
År 2003 fick Edda Magnason Ystads kommuns kulturpris.
2013 utnämndes hon till ambassadör för Ystad Sweden Jazz Festival.
2013 erhöll Magnason dessutom en Shooting Stars Award, som är en årlig europeisk filmutmärkelse för unga skådespelare. Under Filmfestivalen i Berlin 2014 presenterades hon för såväl den internationella filmindustrin som publiken och media.
I december 2013 fick Magnason tidningen Expressens musikpris Spelmannen.
Edda Magnason var nominerad till en Grammis i kategorin Årets jazz för skivan Monica Z – Musiken från filmen. Hon vann en Guldbagge för Bästa kvinnliga huvudroll i filmen Monica Z.
I maj 2014 tog Magnason emot Ulla Billquist-stipendiet, ett SKAP-stipendium och Lena Nyman-priset.
5 juli 2014 fick hon vara sommarpratare i Sommar i P1.
I december 2014 fick Magnason Såstaholms pris till Höstsols minne för sin rollprestation i Monica Z.

## TV-framträdanden (med musik)
- Den 11 maj 2011 var Edda Magnason musikgäst och blev också intervjuad i Nyhetsmorgon i TV4. Hon sjöng "Handsome" och "Magpie's Nest" från albumet Goods.
- Den 23 november 2012 var hon musikgäst i På spåret i Sveriges Television. Hon sjöng sin egen tolkning av "Big Yellow Taxi" från Ladies of the Canyon av Joni Mitchell och en traditionell folksång på romani arrangerad av Goran Bregović som heter "Ederlezi". Folksången handlar om Ederlezi, en stor högtid för kristna såväl som för muslimska romer från det forna Jugoslavien.
- Den 13 juli 2013 var hon musikgäst och blev dessutom intervjuad av Anne Lundberg i Sommarkväll i Sveriges Television. Hon sjöng "Gröna små äpplen" i rollen som Monica Zetterlund.
- Den 13 augusti 2013 gästade hon Allsång på Skansen och sjöng "Sakta vi gå genom stan" och "Gröna små äpplen" i rollen som Monica Zetterlund.
- Den 8 september 2013 var det ett kort reportage från premiärgalan för filmen Monica Z i Nyhetsmorgon i TV4. I en intervju i studion pratade Edda både om filmen och om sin karriär som musiker. Hon sjöng "Sakta vi gå genom stan", "Gröna små äpplen" och "O vad en liten gumma kan gno" i rollen som Monica Zetterlund. Peter Nordahl dirigerade orkestern.
- Den 29 september 2013 var Edda Magnason gäst hos Moraeus med mera. Hon framförde "Trubbel" i rollen som Monica Zetterlund, ackompanjerad av Monica Dominique på piano.
- Den 16 maj 2014 gästade Edda Magnason En helkväll hos Tomas Ledin på SVT1. Hon framförde "Never Again" tillsammans med Tomas Ledin.
- Den 12 november 2014 handlar Dom kallar oss artister på SVT1 om Edda Magnason.
- Den 29 november 2014 var Edda Magnason musikgäst och blev också intervjuad i Nyhetsmorgon i TV4. Hon sjöng "Game of Gain" och "Polar Bear" från albumet Woman Travels Alone.
- Den 23 december december 2016 medverkade hon i På Spårets julspecial tillsammans med Magnus Carlson
- Den 1 maj 2017 medverkade hon i en konsert med Lunds Studentsångare och Marianne Mörk.

## Diskografi

### Studioalbum
- 2010 – Edda Magnason
- 2011 – Goods
- 2014 – Woman Travels Alone
- 2019 – Tune of a Crooner Ep1

### Soundtrack
- 2013 – Monica Z – Musiken från filmen

### Singlar
- 2011 – Handsome
- 2011 – Blondie
- 2013 – Sakta vi gå genom stan
- 2015 – So Many Layers of Colours Become a Deep Purple Heart

Samlings-EP
- 2012 – Jona

### Samlingsalbum
- 2012 – Steve Reich: Electric Counterpoint (med Mats Bergström, Edda Magnason med flera)